# Уканье
Уканье — замена звука [о] на [u] вследствие неразличения в безударной позиции. Различают сильное и умеренное уканье.

## Украинский язык
Сильное уканье — нейтрализация противопоставления [о] — [u] во всех позициях, независимо от фонетического окружения; умеренное — частичная, позиционно ограниченная замена только перед слогами с гласными [u] и [і]. При сильном уканьи всякий безударный /о/ сужается настолько, что его звуковое поле совпадает со звуковым полем /у/ или приближается к нему, например: куро́ва, гулува́, нуга́, муйі́, пуйі́ду, бо́суму, ти́ху. Наиболее последовательно это явление наблюдается в ряде говоров юго-западного наречия, в частности в надсанском, надднестрянском (северо-западной его части), в западной части волынского и западнополесского говоров. Реализация фонемы /о/ гласными [оу], [уо] и [у] в безударной позиции свойственна также некоторым подольским говорам.
У большинства юго-западных говоров преобладает умеренное уканье — в позиции перед слогами с [u] и [і]. Уканье встречается и в некоторых говорах юго-восточного наречия, в основном перед слогами с гласными высокого поднятия и в отдельных словах перед ударными слогами с другими гласными, например: гуо(у)лу́бка, зоузу́л’а, мутузок, моу(у)ги́ла и т. д.
В ряде слов украинского языка бывший безударный [о] полностью перешел в [u] и на письме обозначается буквой у: будя́к, воруши́ти, годува́ти, жураве́ль, зустріча́ти, кува́ти, ма́рмур, ма́чуха, па́рубок, перепурхну́ти, піскува́тий, по́лум’я, снува́ти, сусі́д, чарува́ти, я́блуко и т. д.